# Oyamada Nobushige
Oyamada Nobushige (小山田 信茂?; 1545 – 16 aprile 1582) è stato un samurai e generale giapponese del periodo Sengoku.
Servì il clan Takeda prima con Takeda Shingen e poi con il figlio Takeda Katsuyori. Fu signore del castello di Iwadono e combatté con i Takeda nelle battaglie di Kawanakajima, Mikatagahara, Nagashino e Tenmokuzan. Durante quest'ultima battaglia tradì i Takeda; comunque quando raggiunse il campo Oda fu giustiziato da Horio Yoshiharu.
È anche conosciuto come uno dei ventiquattro generali di Takeda Shingen.